# Президентські вибори в Польщі 2020
Президентські вибори в Польщі 2020 (пол. Wybory prezydenckie w Polsce w 2020 roku) — президентські вибори, що відбулися у червні та липні 2020 року.
Дуда зустрівся у другому турі проти кандидата від Громадянської платформи, мера Варшави Рафала Тшасковського після того, як, за даними екзитполів, Дуда отримав 43,6 % голосів, а Тшасковський — 30,3 %. За результатами другого туру Дуда переміг із 51,0 % підтримки, натомість його опонент Тшасковський отримав 49,0 %.

## Термін виборів
Згідно зі ст. 128 Конституції Польщі, президентські вибори проводять у неробочий день між 75-м та 100-м днем до закінчення терміну повноважень чинного президента. Оскільки п'ятирічний термін Анджея Дуди закінчується 6 серпня 2020 року, перший тур у звичайний час може буде відбутись у вихідний день між 27 квітня та 22 травня 2020 року (2-й тур між 11 травня та 5 червня 2020 року відповідно). Маршал Сейму Ельжбета Вітек призначила вибори на 10 травня 2020 року.
У зв'язку з епідемією COVID-19 у Польщі дату виборів перенесли з 10 травня на 28 червня 2020 року. За перенесення висловились кандидати Малґожата Кідава-Блонська, Роберт Бедронь, Шимон Головня, Владислав Косіняк-Камиш та Кшиштоф Босак. Омбудсмен Адам Боднар заявив, що вибори у запланований термін будуть небезпечними для здоров'я та життя виборців, а також, що в умовах пандемії неможливо зібрати необхідні 100 000 підписів за кандидатуру.
Партія «Право і справедливість» хотіла ухвалити закон про голосування поштою. Проте, вона так і не домовилася про це зі своїм партнером по коаліції — об'єднанням «Порозуміння».
Перший тур виборів відбувся 28 червня. Для перемоги у першому турі кандидату необхідно було набрати понад 50 % голосів.

## Виборчий календар

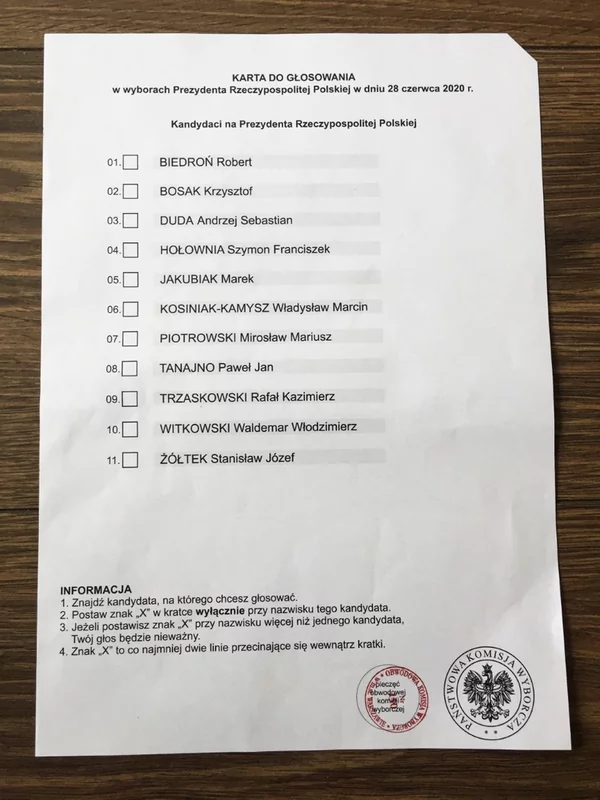
Бюлетень (перший тур)

- 16 березня 2020 року — кінцевий термін повідомлення Національної виборчої комісії про створення виборчої комісії
- 23 березня 2020 року — кінцевий термін створення окружних виборчих комісій
- 26 березня 2020 року — кінцевий термін подання необхідних 100 000 підписів підтримки
- 28 березня 2020 року — ухвалено поправки до Виборчого кодексу, які дозволяють людям на карантині та особам похилого віку голосувати поштою
- 10 квітня 2020 року — кінцевий термін опублікування інформації про кількість та межі дільниць для голосування та місця дільничних виборчих комісій
- 10 квітня 2020 року — кінцевий термін подання кандидатами виборчих довіреностей до виборчих комісій
- 20 квітня 2020 року — оприлюднення даних про кандидатів у президенти
- 25 квітня 2020 року — початок трансляції у ЗМІ вільних виборчих спотів
- 4 травня 2020 року — кінцевий термін подання клопотань про голосування за дорученням
- 5 травня 2020 року — кінцевий термін подання пропозицій для голосування за межами місць проживання
- 5 травня 2020 року — кінцевий термін подання заявок на включення до виборчого списку у вибраному колі голосування
- 7 травня 2020 року — кінцевий термін подання заявок про включення до списку виборців на морських суднах
- 7 травня 2020 року — кінцевий термін для виборців, які проживають за кордоном, для реєстрації у виборчому списку за кордоном
- 9 травня 2020 року (о 0:00) — закінчення розповсюдження виборчих програм, початок т. зв. Дня тиші
- 10 травня 2020 року (перенесено) — перший тур голосування з 7:00 до 21:00
- 28 червня 2020 року — перший тур голосування[7].
- 12 липня 2020 року — другий тур голосування.

## Перший тур

### Кандидати
Основними претендентами на посаду президента вважається чинний керівник Польщі Анджей Дуда та мер Варшави Рафал Тшасковський.
| Офіційні кандидати | Офіційні кандидати      | Офіційні кандидати | Офіційні кандидати                                | Офіційні кандидати                                                                                              | Офіційні кандидати                                                                            | Офіційні кандидати |
| Фото               | Ім'я та прізвище        | Вік                | Суб'єкт висування                                 | Партії, що підтримують                                                                                          | Виборче гасло                                                                                 |                    |
| ------------------ | ----------------------- | ------------------ | ------------------------------------------------- | --- | --------------------------------------------------------------------------------------------- | ------------------ |
|                    | Роберт Бедронь          | 43                 | Весна                                             | - Весна - Союз демократичних лівих сил - Ліві разом                                                             | Безпечна Польща в об'єднаній Європі                                                           |                    |
|                    | Кшиштоф Босак           | 37                 | Конфедерація свободи та незалежності Народний рух | - Конфедерація свободи та незалежності - Вольносць - Народний рух                                               | Вперед, Польщо!                                                                               |                    |
|                    | Анджей Дуда             | 47                 | Безпартійний                                      | - Право і справедливість - Порозуміння - Солідарна Польща - Союз християнських родин                            | Нехай живе Польща! Президент польських справ;                                                 |                    |
|                    | Марек Якубяк            | 61                 | Безпартійний                                      | |                                                                                               |                    |
|                    | Шимон Головня           | 43                 | Безпартійний                                      | | Президент різних поляків                                                                      |                    |
|                    | Рафал Тшасковський      | 48                 | Громадянська платформа                            | - Громадянська платформа - Новочесна - Ініціативна Польща - Зелені - Демократична партія - Вільність і Рівність | Сильний президент, спільна Польща                                                             |                    |
|                    | Владислав Косіняк-Камиш | 38                 | Польська селянська партія                         | - Польська селянська партія - Союз європейських демократів                                                      | Надія на Польщу                                                                               |                    |
|                    | Мирослав Пйотровскі     | 54                 | Рух Правдива Європа                               | - Рух Правдива Європа                                                                                           | Сучасний консерватизм                                                                         |                    |
|                    | Павел Танайно           | 44                 | Безпартійний                                      | - Безпосередня демократія                                                                                       | Більше свободи та суверенітету громадян є джерелом процвітання для кожного і для всієї країни |                    |
|                    | Станіслав Жолтек        | 64                 | Конгрес нової правиці                             | - Конгрес нової правиці                                                                                         |                                                                                               |                    |
|                    | Вальдемар Вітковскі     | 66                 | Робітничий союз                                   | - Робітничий союз - Польська Лівиця                                                                             | Людина важливіша за капітал                                                                   |                    |

### Результати екзитполу
Згідно з даними екзит-полів на першому турі виборів, чинний президент Анджей Дуда отримав 41,8 %, а Тшасковський — 30,4 % голосів.

Результати першого туру за повітами

### Офіційні результати
| Кандидат                | Голосів    | Відсотків |
| ----------------------- | ---------- | --------- |
| Анджей Дуда             | 8 450 513  | 43,50 %   |
| Рафал Тшасковський      | 5 917 340  | 30,46 %   |
| Шимон Головня           | 2 693 397  | 13,87 %   |
| Кшиштоф Босак           | 1 317 380  | 6,78 %    |
| Владислав Косіняк-Камиш | 459 365    | 2,36 %    |
| Роберт Бедронь          | 432 129    | 2,22 %    |
| Станіслав Жултек        | 45 419     | 0,23 %    |
| Марек Якубяк            | 33 652     | 0,17 %    |
| Павел Танайно           | 27 909     | 0,14 %    |
| Вальдемар Вітковський   | 27 290     | 0,14 %    |
| Мирослав Пйотровський   | 21 065     | 0,11 %    |
| Разом                   | 19 425 459 | 100 %     |
| Голоси недійсні         | 58 301     | 0,29 %    |
| Явка                    | Явка       | 64,51 %   |

## Другий тур

### Кандидати
| Кандидати  |                    |     |                        | |                                                            |
| Зображення | Ім'я та прізвище   | Вік | Партія                 | Партії, що підтримують | Кандидати з першого туру, які заявили про свою підтримку   |
|            | Анджей Дуда        | 48  | Безпартійний           | - Право і справедливість - Порозуміння - Солідарна Польща - Союз християнських родин - Союз реальної політики - Правиця Речі Посполитої - Федерація Речі Посполитої - Самооборона  | - Марек Якубяк                                             |
|            | Рафал Тшасковський | 48  | Громадянська платформа | - Новочесна - Польська ініціатива - Зелені - Демократична партія - Соціал-демократія Польщі - Свобода та рівність - Союз європейських демократів - Ліга польських родин - Твій рух | - Роберт Бєдронь - Шимон Головня - Владислав Косіняк-Камиш |

### Результати екзитпол

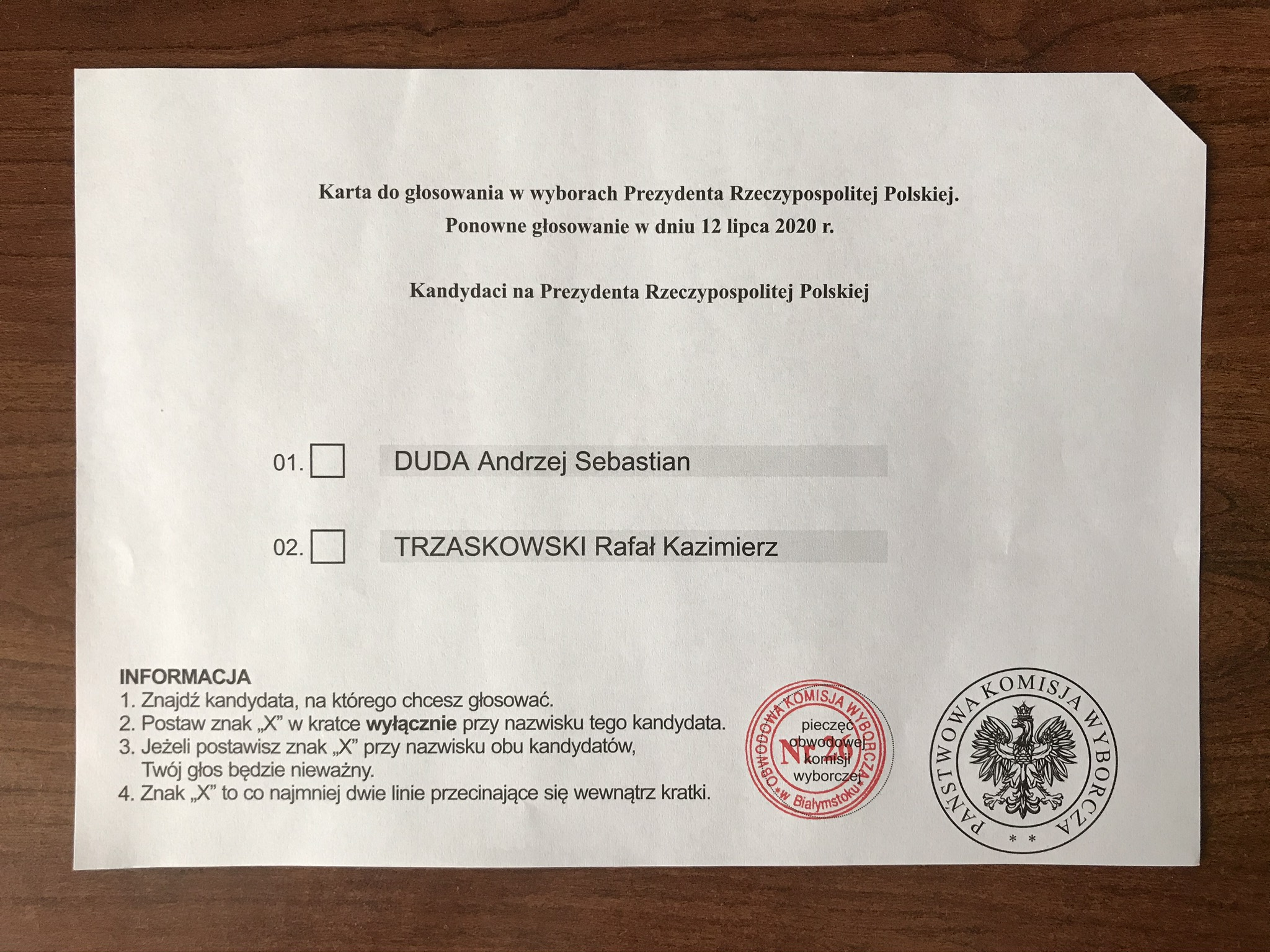
Бюлетень (другий тур)

Згідно з даними екзитполів, Дуда отримує 50,4 % підтримки виборців, тоді як його опонент Рафал Тшасковський — 49,6 %.
Після опрацювання 99,69 % протоколів Державна Виборча Комісія Польщі заявила, що чинний президент Польщі Анджей Дуда виграв другий тур президентських виборів і залишиться на посаді на другий термін, набравши 51,21 % голосів. Його опонент, кандидат від опозиції Рафал Тшасковський, програв з незначним відривом і отримав 48,79 % голосів.

### Офіційні результати
| Кандидат           | Голосів    | Відсоток |
| ------------------ | ---------- | -------- |
| Анджей Дуда        | 10 433 576 | 51,08    |
| Рафал Тшасковський | 10 018 263 | 48,92    |
| Разом              | 20 636 635 | 100 %    |
| Зіпсовані голоси   | 177 724    | —        |
| Явка               |            |          |